# Scott Daruda

a Compétitions nationales et continentales officielles uniquement.

b Matchs officiels uniquement.
Dernière mise à jour le 4 août 2019.
Scott Daruda, né le 17 février 1986 à Arawa (Papouasie-Nouvelle-Guinée), est un joueur international papou de rugby à XV. Il joue habituellement aux postes de demi d'ouverture ou de centre. 

## Carrière
Il est né à Arawa, en Papouasie Nouvelle Guinée. Il a ensuite joué pour un certain nombre de sélections australiennes, notamment l’équipe nationale des moins de 19 ans en 2005 – dont il est même capitaine – et les moins de 21 ans dès 2005 aussi. Il a également participé aux Jeux du Commonwealth de la jeunesse avec la sélection australienne. 
Il fait même partie du groupe de l'équipe d'Australie censé jouer les Barbarians français en 2005, alors qu'il est à peine âgé de 19 ans.   
Passé aussi par Agen pour la saison 2009-10 au Japon puis les Kubota Spears la saison suivante, il devient par la suite international avec la Papouasie-Nouvelle-Guinée.